# Angèle Etoundi Essamba
Pour les articles homonymes, voir Etoundi.
Angèle Etoundi Essamba, née à Douala en 1962, est une photographe professionnelle et artiste plasticienne camerounaise.

## Biographie
Angèle Etoundi Essamba naît en 1962 à Douala,. Elle grandit à Yaoundé. Elle quitte le Cameroun en 1972 pour la France, y rejoignant son père,.  Installée à Paris, elle y demeure jusqu’à la fin de ses études secondaires. Après le baccalauréat, elle s’installe à Amsterdam, où elle s’initie, à partir de 1984, à la photographie et où elle suit les cours de la Nederlandse Fotovakschool (École professionnelle néerlandaise de la photographie) à La Haye, dont elle sort diplômée,.

## Œuvre
Angèle Etoundi Essamba souhaite « montrer la femme » au travers de ses photographies, et « au-delà des stéréotypes ».  Son héritage africain tient une place prépondérante dans son art. Pour autant, elle affirme : « On est photographe, on est artiste et ensuite seulement on est africain », précisant encore « L'Afrique n'est pas un ghetto. Ce n'est pas parce qu'on est africain que l'on fait nécessairement de la photo africaine. En revanche, le fait de vivre à l'étranger me rapproche de mon continent : cela me permet de porter un autre regard sur ce vaste territoire à la base de mon inspiration ». 
Pris dans différents pays et différents lieux de vie, ses portraits photographiques des femmes africaines témoignent ainsi, depuis plus de trente-cinq ans, de leur « fierté, de leur force et de leur conscience de soi ». « Je travaille sur le corps féminin dans une dimension symbolique et esthétique. Ce corps est une polyphonie. Il parle de luttes et d'épanouissement, de fragilité et de force, de résilience et d’engagement. […] J'insiste sur sa singularité, sa pluralité et son universalité, ces valeurs dans lesquelles chaque individu se reconnaît. »

### Expositions
Elle a montré ses œuvres dans nombreuses expositions :  Biennale de la Havane (1994), Venise (1994), Festival des 3 Continents à Nantes (1996), Biennale de Dakar (2008)...
- La métamorphose du sublime : photographies d’Angèle Etoundi Essamba (Fondation Antonio Pérez, Cuenca)
- Figurations de l’arbre : photographies d’Angèle Etoundi Essamba (Ellas Crean, Cercle des Beaux Arts, Madrid)
- Oratoire San Felipe Neri, Tolède
- Musée de l’Université d’Alicante, Alicante
- Hay Festival, Ségovie
- Fondation Cruz Campo, Séville
- Musée d’Art Contemporain, Puebla de Cazalla, Séville
- Galerie Safia, Barcelone
- ANNTA Gallery, Madrid
- Desvelos (Dévoilements), Casa África, Las Palmas de Gran Canaria.

### Publications
- Passion (1989)
- Contrasts (1995)
- Symboles (1999)
- Noirs (2001)
- La métamorphose du sublime (2003)
- Dialogues (2006)